# Eurodryas tiragalloi
Eurodryas tiragalloi är en fjärilsart som beskrevs av Balletano och Toso 1976. Eurodryas tiragalloi ingår i släktet Eurodryas och familjen praktfjärilar. Inga underarter finns listade i Catalogue of Life.